# Leishmania donovani
Leishmania donovani (лат.) — вид жгутиконосных паразитических протистов рода Leishmania, является возбудителем кала-азара — антропонозного висцерального лейшманиоза. Распространена в Индии, Бангладеш, Шри-Ланке и Судане, где вызывает эпидемии. Единственным доказанным естественным резервуаром является человек. Также вызывает кожный лейшманиоз после кала-азара, а изредка — первичный кожный лейшманиоз. Переносчиком служат несколько видов москитов рода Phlebotomus.
На Цейлоне этот паразит был обнаружен также у собак, но их роль в эпидемиологическом цикле неясна.

## Номенклатура
Название L. donovani было присвоено открытому в 1903 году возбудителю висцерального лейшманиоза в Индии и первоначально обозначало возбудителей этой болезни и в других местах. Позже были обнаружены различия в клиническом течении и эпидемиологии висцерального лейшманиоза между индийской и средиземноморской формами болезни. Возбудители этих форм рассматривались как подвиды L. donovani. Возбудитель антропонозного лейшманиоза обозначался L. donovani donovani, а зоонозного — L. donovani infantum. По принятой в настоящее время классификации они считаются разными, хоть и родственными, видами, и объединяются в комплекс L. donovani, также называемый «L. donovani sensu lato» («в широком смысле»). В 1919 году для обозначения возбудителя висцерального лейшманиоза в Восточной Африке было предложено название L. archibaldi (L. donovani var. archibaldi). Но анализ последовательностей рибосомной ДНК показал, что L. archibaldi неотличима от L. donovani.